# Rábaközi Gergő
Rábaközi Gergő (Kalocsa, 1992. augusztus 20. –) magyar színész.

## Életpályája
Gyermekkorát Géderlakon töltötte. Az általános iskolát Pakson a Bezerédi Általános Iskolában végezte. Mellette judózott és a Pro Arits Művészeti Iskolában ismerkedett a színészet alapjaival. A középiskolai tanulmányait a budapesti Bródy Imre Gimnázium drámatagozatán folytatta (2007–2011). Érettségi után a Nemes Nagy Ágnes Művészeti Szakközépiskolában színész II. képesítést szerzett (2011–2014). 2014–2019 között a Kaposvári Egyetem színművész szakán tanult. Szabadúszó színészként dolgozik.

## Filmes és televíziós szerepei
- Vakfolt (2017) ...Attila
- Jóban Rosszban (2019–2020) ...Postás István
- Elk*rtuk (2021)
- Családi kör (2021) ...Gabriel
- Oltári történetek (2023) ...Moldován Tas
- Brigi és Brúnó (2022) ...Betörő